# Dodgeville (Wisconsin)
Dodgeville ist eine Stadt (mit dem Status „City“) und Verwaltungssitz des Iowa County im Südwesten des US-amerikanischen Bundesstaates Wisconsin. Im Jahr 2010 hatte Dodgeville 4693 Einwohner und war damit die größte Stadt des Iowa County.
Dodgeville ist Teil der Metropolregion Madison.

## Geografie
Dodgeville liegt auf 42°57' nördlicher Breite und 90°7' westlicher Länge und erstreckt sich über 9,3 km² auf einer Höhe von 354 Meter über dem Meeresspiegel.
Im Stadtgebiet treffen die U.S. Highways 18 und 151 aufeinander und bilden einen gemeinsamen Freeway in Richtung Madison. Die Wisconsin Highways 23 und 191 führen durch die Stadt.
Der Dane County Regional Airport liegt 75 Kilometer östlich der Stadt.
Die Stadt war an das Schienennetz der Chicago and North Western Railway angebunden, die Schienen wurden jedoch zurückgebaut und die nun asphaltierte Trasse ist Teil des Military Ridge State Trail.
Dodgeville liegt ca. 80 km westlich von Madison, der Hauptstadt des Bundesstaates. Weitere nahe gelegene größere Städte sind Dubuque (ca. 75 km südwestlich), Milwaukee (ca. 200 km östlich) und Chicago (ca. 260 km südöstlich).
Der Governor Dodge State Park liegt in der Nähe von Darlington.

## Demografische Daten
Nach der Volkszählung im Jahr 2010 lebten in Dodgeville 4693 Menschen in 1965 Haushalten. Die Bevölkerungsdichte betrug 565,4 Einwohner pro Quadratkilometer. In den 1965 Haushalten lebten statistisch je 2,35 Personen. 
Ethnisch betrachtet setzte sich die Bevölkerung zusammen aus 97,3 Prozent Weißen, 0,5 Prozent Afroamerikanern, 0,3 Prozent amerikanischen Ureinwohnern, 1,0 Prozent Asiaten sowie 0,2 Prozent aus anderen ethnischen Gruppen; 0,8 Prozent stammten von zwei oder mehr Ethnien ab. Unabhängig von der ethnischen Zugehörigkeit waren 1,8 Prozent der Bevölkerung spanischer oder lateinamerikanischer Abstammung. 
26,8 Prozent der Bevölkerung waren unter 18 Jahre alt, 58,9 Prozent waren zwischen 18 und 64 und 14,3 Prozent waren 65 Jahre oder älter. 52,5 Prozent der Bevölkerung war weiblich.
Das mittlere jährliche Einkommen eines Haushalts lag bei 52.534 USD. Das Pro-Kopf-Einkommen betrug 23.654 USD. 5,8 Prozent der Einwohner lebten unterhalb der Armutsgrenze.

## Städtepartnerschaften
Es besteht eine Städtepartnerschaft mit Oakham in Großbritannien.

## Personen die mit der Stadt in Verbindung gebracht werden
- Henry Dodge (1782–1867), erster Gouverneur des Wisconsin-Territoriums und Stadtgründer von Dodgeville,
- Archie Hahn (1880–1955), Leichtathlet und vierfacher Olympiasieger bei den Olympischen Sommerspielen 1904 und den Zwischenspielen 1906.